# 窦建德兼并魏刀儿之战
窦建德兼并魏刀儿之战，隋炀帝大业十三年（617年），窦建德袭击魏刀儿军的一次作战。
617年十一月，窦建德在乐寿城（今河北献县）称夏王，建元五凤，便开始对河北其他义军进行兼并战争，当初，义军首领王须拔攻幽州（治蓟县，今北京城）时，中流矢而亡。其部将魏刀儿代领其众，以深泽为根据地，活动于冀州（治今河北衡水市冀州区）和定州（治今河北定州市）之间，部队发展到十万，自称魏帝。窦建德表面上与之联合，在魏刀儿放松戒备时，突然袭击占据了许多地方，随后又包围了深泽。魏刀儿被手下人抓住向窦建德归降。窦建德杀掉魏刀儿，将魏刀儿部属全部改编到由自己麾下。